# Dimitri Uzunidis
Dimitri Uzunidis est un économiste franco-grec né en 1960.

## Biographie
Dimitri Uzunidis obtient en 1987, à l’université de Paris 10, un doctorat de 3e cycle d’économie, avec une thèse intitulée « L’accès des pays en développement à la technologie. Capacité de négociation et potentiel scientifique national », dirigée par François Chesnais, qui a été publiée chez L'Harmattan en 1994.
Après avoir travaillé dans différentes institutions internationales et helléniques[réf. nécessaire], Dimitri Uzunidis a été nommé, en 1992, maître de conférences à l'université du Littoral Côte d’Opale (Dunkerque), où il a fondé et dirigé de 1994 à 2009 le Laboratoire de recherche sur l’industrie et l’innovation[réf. nécessaire]. Spécialisé en économie politique internationale et en économie de l’innovation, il enseigne aujourd’hui dans des universités en France[réf. nécessaire] et en Grèce[réf. nécessaire] et il est professeur associé à la Seattle University (États-Unis)[réf. nécessaire].
Dimitri Uzunidis a publié et coordonné plusieurs ouvrages en économie internationale et en économie de l'innovation (voir liste), notamment avec Sophie Boutillier, sur l'entrepreneur et la dynamique du capitalisme, et avec Blandine Laperche, sur la silver économy ou sur la connaissance comme capital économique.
Dimitri Uzunidis est directeur de publication[réf. nécessaire] de deux revues d'économie, Innovations, Cahiers d'économie de l'innovation et une revue miroir anglophone Journal of Innovation Economics, éditées et diffusées par De Boeck. Il est aussi responsable d'édition[réf. nécessaire] des séries Marché et Organisations aux éditions L'Harmattan.
Dimitri Uzunidis préside aujourd'hui le Réseau de recherche sur l'innovation.

## Quelques publications
- Mondialisation et citoyenneté, L’Harmattan, Paris, 1999 (dir.)
- La Femme et l’industriel, coll. Economie et Innovation, L’Harmattan, Paris, 2000 (avec R. Bellais, S. Boutillier, B. Laperche).
- L’innovation et l’économie contemporaine, Espaces cognitifs et territoriaux, coll. Economie, société, région, De Boeck, Bruxelles, 2004.
- Travailler au XXIe siècle. Nouveaux modes d'organisation du travail, Collection: Économie, Société, Région, Editions De Boeck, Bruxelles, 2005 (éd. avec S. Boutillier).
- John Kenneth Galbraith and the Future of Economics, Palgrave Macmillan, Londres, 2005 (éd. avec B. Laperche)
- Innovation, Evolution And Economic Change. New Ideas in the Tradition of Galbraith (éd. avec J.K. Galbraith et B. Laperche, ed.), E. Elgar, Cheltenham, 2006.
- La Gouvernance de l’innovation, marché et organisations, L’Harmattan, Paris, 2007.
- Méthodologie de la thèse et du mémoire (avec Sophie Boutillier, A. Goguel d'Allondans et N. Labère), Studyrama, 2007 (der. édition).
- L'Économie russe depuis 1990, De Boeck, Bruxelles, 2008 (éd. avec S. Boutillier et I. Peaucelle).
- Genesis of Innovation. Systemic Linkages between Knowledge and Market, E. Elgar, Cheltenham, 2008 (ed. avec B. Laperche et N. von Tunzelmann).
- Powerful Finance and Innovation Trends in a high-risk Economy, Palgrave Macmillan, 2008 (ed. avec B. Laperche).
- Gouvernance. Exercices de pouvoir, Marché et Organisations, n°9, L’Harmattan, Paris, 2009 (éd. avec S. Callens).